# Florero (cerámica de Delft)

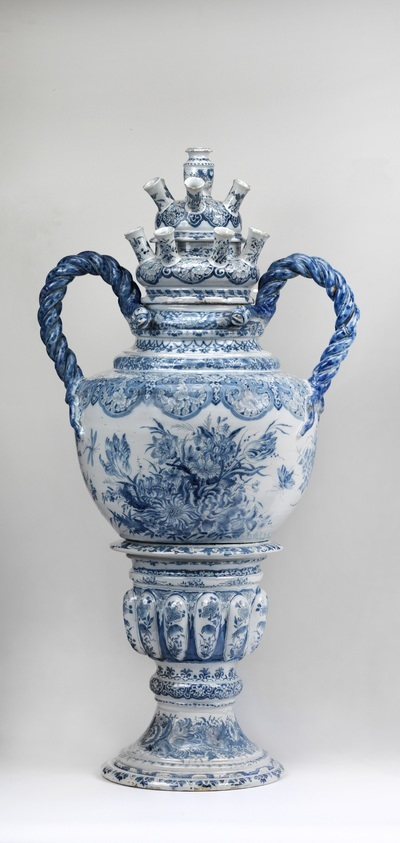

Este Florero tulipanero (en holandés: Bloemenhouder) es una pieza típica de la cerámica azul de Delft («De Grieksche A»), realizada en la década de 1690. Se trata de un modelo abigarrado y suntuario de tulipanero o jarrón de múltiples bocas, de 102 x 52 centímetros. Pertenece a la colección de la Prinsenhof, en Holanda. Fue encargado por María II de Inglaterra a los ceramistas de Delft, y está elaborado en varias piezas: el pie o base en varios niveles, la vasija o cuerpo del florero propiamente dicho, con dos asas trenzadas, y una ‘embocadura’ formada por conjunto de pitorros, boquillas o caños para introducir los tallos de las flores.